# Regenpfeifer
Die Regenpfeifer (Charadriidae) sind eine Familie der Vögel aus der Ordnung der Regenpfeiferartigen (Charadriiformes). Die Mitglieder der weltweit verbreiteten Familie sind kleine bis mittelgroße Watvögel, deren Beine meist relativ kurz oder höchstens mittellang sind. Charakteristisch für diese Familie sind ein kurzer Schnabel und bei vielen Arten ein kompakter, rundlich wirkender Körper. Die meisten Arten leben in offenen Landschaften in der Nähe von Gewässern und ernähren sich von Wirbellosen. Von den etwa 70 Arten führt die IUCN sieben als „gefährdet“, „stark gefährdet“ oder „vom Aussterben bedroht“.

## Merkmale

### Körperbau
Obwohl die Regenpfeifer eine artenreiche Familie sind, ist ihr Körperbau recht einheitlich. Die größten Arten sind nur etwa doppelt so groß wie die kleinsten Arten: Der kleinste Regenpfeifer ist der Azararegenpfeifer mit einer Kopf-Rumpf-Länge von 15 Zentimetern und einem Gewicht von 30 Gramm, der schwerste Vertreter der Familie ist der Maskenkiebitz, der eine Kopf-Rumpf-Länge von 35 Zentimetern und ein Gewicht von 370 Gramm erreicht.

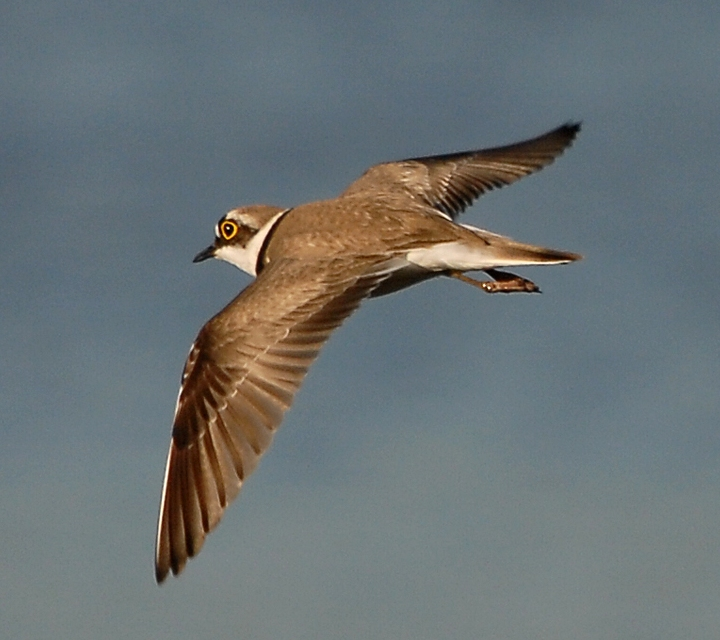
Flussregenpfeifer im Flug

Charakteristisch für alle Regenpfeifer sind die relativ großen Augen, deren Iris bei vielen Arten leuchtend gefärbt ist. Eine hohe Zahl von Sehstäbchen auf der Netzhaut ermöglicht Regenpfeifern das Sehen auch unter schwachen Lichtbedingungen. Der Kopf erscheint rundlich und sitzt auf einem recht kurzen Hals. Die Vögel tragen den Hals oft eingezogen, weshalb der Körper vieler Arten insgesamt kugelig erscheint. Die dünnen Beine sind bis auf wenige Ausnahmen im Verhältnis zum Körper kurz oder maximal mittellang, die Hinterzehe ist sehr kurz und bei vielen Arten nur noch rudimentär vorhanden. Die Zehen sind wie bei allen Taxa der Unterordnung Charadrii nicht durch Schwimmhäute verbunden.
Der Schnabel ist gerade, in der Regel relativ kurz und hat eine stumpfe Spitze. Er ist niemals länger als die Distanz zwischen der Schnabelbasis und dem Hinterrand des Auges. Eine Besonderheit stellt der Schnabel des neuseeländischen Schiefschnabels dar, dessen Spitze nach rechts gebogen ist. Bei den meisten Arten ist der Schnabel an der Spitze etwas dicker als in der Mitte und trägt zahlreiche druckempfindliche Rezeptoren, die sogenannten Herbst'schen Korpuskel. Diese dienen dem Aufspüren und Untersuchen von möglichen Beutetieren im Substrat.
Zwischen den Augen sitzen Salzdrüsen, die durch Nahrung aufgenommenes Salz aus dem Blutplasma direkt in die Nasenhöhle absondern.
Die Arten der Gattung Vanellus unterscheiden sich durch einige morphologische Besonderheiten von den anderen Regenpfeifern: Sie tragen Federhauben, haben Hautlappen im Gesicht oder tragen hornige Dornen am Handwurzelknochen. Auch eine Kombination dieser Merkmale kommt vor. Meist sind die Merkmale bei Männchen stärker ausgebildet als bei den Weibchen. Charakteristisch für viele dieser Arten sind ihre breiten, abgerundeten Flügel. Die meisten anderen Regenpfeifer haben lange, eher schmale Flügel, die ihnen einen schnellen Flug ermöglichen.

### Färbung und Gefieder

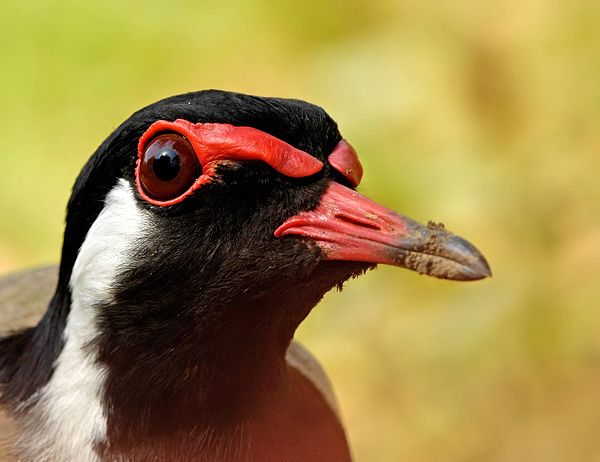
Porträt eines Rotlappenkiebitzes

Das Federkleid der Regenpfeifer ist meist in einer Kombination aus Grau- und Brauntönen sowie Schwarz und Weiß gefärbt. Viele Arten haben an der Brust und auf dem Kopf eine gebänderte Zeichnung. Vor allem kleinere Arten zeigen häufig ein Tarnmuster aus Flecken und Streifen, größere Arten sind oftmals deutlich auffälliger gefärbt, vor allem die Hautlappen im Gesicht einiger Vertreter der Gattung Vanellus sind auffällig gefärbt. Bei vielen Arten sind die Männchen etwas intensiver gefärbt als die Weibchen. In dieser Hinsicht bildet nur der Mornellregenpfeifer eine Ausnahme: Bei dieser Art ist das Weibchen während der Brutzeit deutlich intensiver gefärbt als das Männchen. Arten, die in kälteren Gebieten leben und überwintern haben als Anpassung an die kalten Temperaturen in ihrem Lebensraum deutlich mehr Daunen und Deckfedern.
Viele Regenpfeifer sind während der Brutzeit intensiver gefärbt als während des restlichen Jahres, der Unterschied zwischen Schlichtkleid und Prachtkleid ist in der Regel jedoch relativ gering. Bereits kurz vor der Brutzeit erneuern Regenpfeifer das Deckgefieder an Brust und Stirn, sodass dieses Gefieder während der Balz am intensivsten gefärbt ist. Diese Federn verblassen innerhalb weniger Wochen, sodass die Vögel während des Brutgeschäfts bereits wieder deutlich besser getarnt sind. Das restliche Kopfgefieder wird gemausert, wenn das Gelege bebrütet wird. Die Hauptmauser, bei der sämtliche anderen Federn ausgetauscht werden, findet nach der Brutzeit statt. Die Flugfähigkeit bleibt dabei erhalten, da nie alle Federn zugleich erneuert werden. Die gesamte Mauser nimmt einen Zeitraum von drei bis fünf Monaten in Anspruch.

### Stimme
Die verschiedenen Gattungen der Regenpfeifer unterscheiden sich mitunter sehr deutlich hinsichtlich ihrer Lautäußerungen. Die meisten kleineren Arten, etwa die der Gattung Charadrius, rufen eher leise und fast ausschließlich im Brutgebiet, bei Gefahr äußern sie ebenfalls leise, hohe Rufe. Größere Regenpfeifer wie Kiebitze hingegen rufen meist häufiger, lauter und durchdringender als ihre kleineren Verwandten. Bekannt ist, dass die meisten Arten eine Vielzahl verschiedene Rufe unterschiedlicher Lautstärke, Modulation und Länge beherrschen. Außer den verschiedenen, sehr exakt über die Art der potenziellen Gefahr Auskunft gebenden Warnrufen sind die Lautäußerungen von Regenpfeifern jedoch nur wenig erforscht. Einige Arten nutzen spektakuläre Singflüge zur Balz, während denen sie teils lange, melodiöse Strophen pfeifen, verschiedene kurze Laute werden zur Kommunikation mit Artgenossen und Jungvögeln eingesetzt.

## Verbreitung und Lebensraum

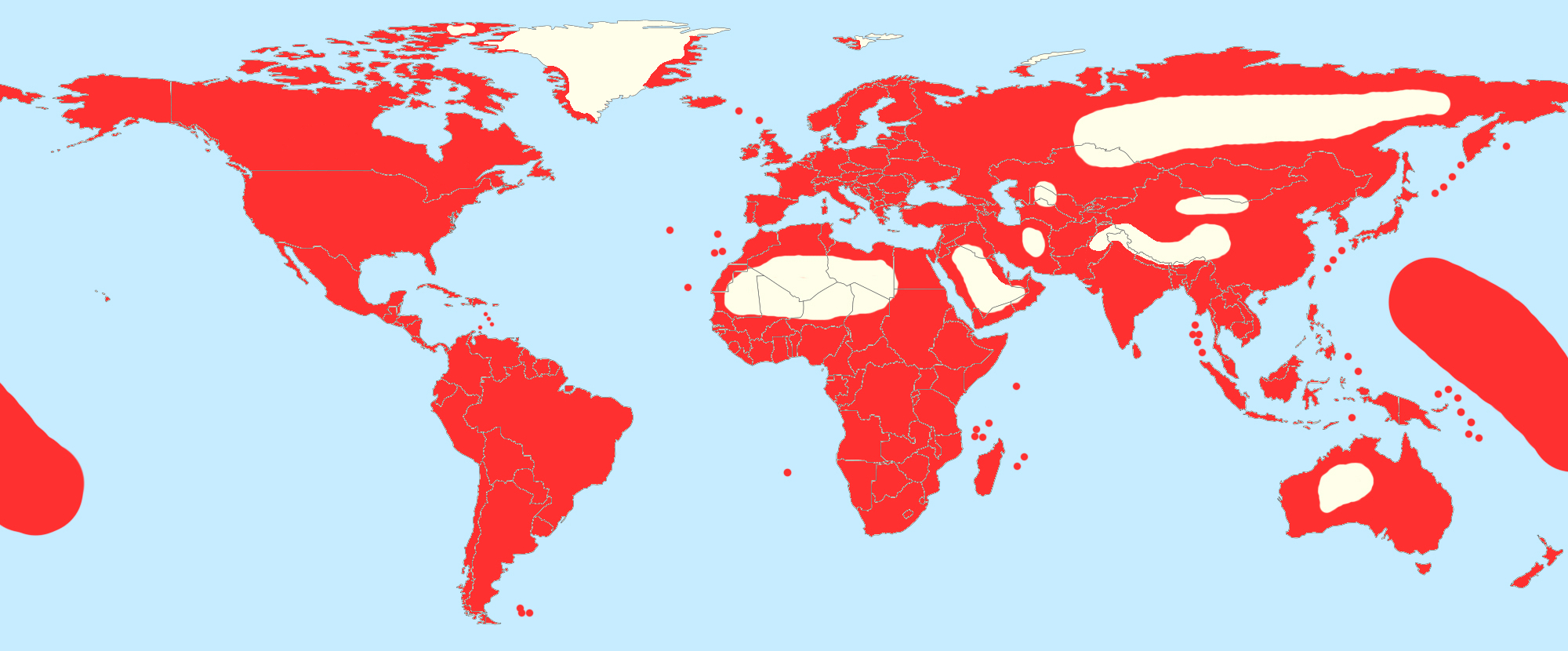
Verbreitung der Regenpfeifer

Regenpfeifer sind auf allen Kontinenten und in allen Klimazonen der Erde anzutreffen. Sie besiedeln üblicherweise offene Habitate in der Nähe von Wasserflächen, besonders häufig Marschland, Grasland und Tundra in Küstennähe, aber auch im Inland bis in Gebirge. Wenige Arten leben in extrem trockenen Gebieten. Ziehende Arten wechseln im Zuge ihrer Wanderung teilweise mehrmals jährlich das Habitat. Die größte Artenzahl erreichen die Regenpfeifer in den niederen Breiten der südlichen Hemisphäre.

## Lebensweise

### Zugverhalten
Es gibt innerhalb der Regenpfeifer sowohl Langstreckenzieher und Kurzstreckenzieher als auch standorttreue Arten. Die meisten ziehenden Arten gehören zur Unterfamilie Charadriinae, während es innerhalb der Unterfamilie Vanellinae nur wenige Zugvögel gibt. Die meisten der ziehenden Arten finden sich vor Beginn des Zugs zu Gruppen von bis zu einigen hundert Individuen zusammen, nur wenige Arten ziehen alleine. Es kommt auch häufig vor, dass ziehende Regenpfeifer sich mit anderen ziehenden Watvogelarten zusammenschließen und mit diesen gemeinsam in einer Gruppe fliegen. Das Zugverhalten ist oft stark synchronisiert, ein Großteil einer lokalen Population zieht zur selben Zeit ins Winterquartier und zurück. Während längerer Flüge sind die Gruppen strukturiert und fliegen häufig in Formationen.
Wie alle Zugvögel nehmen vor allem die Langstreckenzieher unter den Regenpfeifern vor Beginn des Zuges besonders viel Nahrung auf, wodurch sie ihre Körpermasse um bis zu 50 Prozent vergrößern. Das angefressene Fett wird am gesamten Körper unter der Haut gespeichert. Zudem vergrößern sich in der Phase der Vorbereitung auf den Zug die Verdauungsorgane und die Flugmuskulatur zeigt unmittelbar vor dem Abflug eine Hypertrophie. Die weitesten Distanzen legen einige Arten der Gattung Charadrius zurück, die zwischen Überwinterungsplätzen im tropischen Afrika und Brutplätzen in der borealen und arktischen Klimazone wechseln und dabei einige tausend Kilometer zurücklegen. Einige Arten, die ganzjährig in den Tropen und Subtropen leben, ziehen mit Beginn der Trockenzeit kurze Strecken zu den nächsten größeren Wasseransammlungen.

### Aktivität und Komfortverhalten
Viele Arten wandern im Tagesverlauf kurze Strecken zwischen ihren Schlafplätzen und den Nahrungsplätzen an Gewässern. Arten, die an Küsten leben, wandern zudem mit steigender beziehungsweise fallender Tide mit der Wasserlinie, um dort Nahrung zu suchen. In den Tropen und Subtropen verbreitete Arten ziehen sich in den heißen Mittagsstunden oftmals in den Schatten höherer Vegetation zurück.
Neben dem Aufplustern des Gefieders und gelegentlichem Baden zeigen Regenpfeifer das für viele Vögel typische Komfortverhalten des Flügel- und Beinstreckens. Dabei werden ein Flügel und das Bein derselben Körperseite gleichzeitig vom Körper abgespreizt und gedehnt. Arten mit Verbreitungsgebieten in kühleren Klimazonen nehmen bei Sonnenschein Sonnenbäder, indem sie die Flügel leicht abspreizen und sich zur Sonne hinwenden.

### Soziales und antagonistisches Verhalten
Regenpfeifer verteidigen zur Brutzeit ein Territorium, auch wenn sie in lockeren Kolonien brüten. Viele Arten finden sich jedoch sowohl während als auch außerhalb der Brutzeit zur Nahrungssuche in teils größeren, lockeren Trupps zusammen.
Das Brutrevier wird vor allem von den Männchen verteidigt. Kommt es zu Auseinandersetzungen an der Territoriumsgrenze, drohen die beiden Kontrahenten sich, indem sie sich leicht aufgeplustert voreinander stellen und sich ihr meist stark gefärbtes Brust- und Gesichtsgefieder zeigen. Auch die bei einigen Arten leuchtend gefärbte Iris spielt bei diesen Drohritualen eine Rolle. Das Auge wird weit geöffnet, während die Pupille verengt wird, sodass die Iris größer erscheint.
Außerhalb der Brutzeit verteidigen einige Arten kleine Nahrungsreviere, die allerdings nicht so scharf abgegrenzt sind wie die Brutreviere. Die Verteidigung dieser Reviere erfolgt mittels ritualisierter Drohgebärden, die sich von denen zur Verteidigung eines Brutreviers unterscheiden. Die Kontrahenten rennen mit gesenktem Kopf und aufgefächerten Schwanzfedern aufeinander zu und laufen dann mit leicht abgespreizten Flügeln nebeneinanderher. Dabei wird das Gefieder am Rücken leicht aufgeplustert, das Schwanzgefieder bleibt aufgefächert. Gelegentlich wird dieses Verhalten unterbrochen, indem die beiden Vögel sich aufrecht voreinander stellen und den dem Gegenüber zugewandten Flügel nach unten abspreizen.
Fühlen sich Regenpfeifer bedroht, versuchen sie meist, sich laufend in Sicherheit zu bringen. Durch ihr Gefieder getarnte Arten drücken sich oft auch flach auf den Boden. Sobald sie sich gestellt fühlen, fliegen Regenpfeifer auf und versuchen die nächstgelegene Deckung zu erreichen. Im Schwarm auftretende Regenpfeifer fliegen eher auf als einzelne Vögel, die ohne den Schutz des Schwarms leichter zur Beute eines Räubers werden können.
Während der Brutzeit verleiten viele Arten potenzielle Nest- und Bruträuber, indem sie eine Verletzung simulieren und so versuchen, den Räuber vom Nest wegzulocken. Sobald die Jungvögel geschlüpft sind, versuchen Regenpfeifer zudem, den Räuber zu verscheuchen, indem sie laut rufend vor ihm herumflattern und aus der Luft auf ihn herabstoßen.
Dank ihres guten Sehvermögens können Regenpfeifer Gefahren schon auf größere Entfernungen erkennen. Die meisten Arten haben Warnlaute für verschiedene Gefahren entwickelt. Vor Raubvögeln warnen sie mit einem anderen Ruf als vor bodenlebenden Räubern. Auch unterscheiden sie zwischen Nesträubern und in dieser Hinsicht ungefährlichen Arten.

### Ernährung

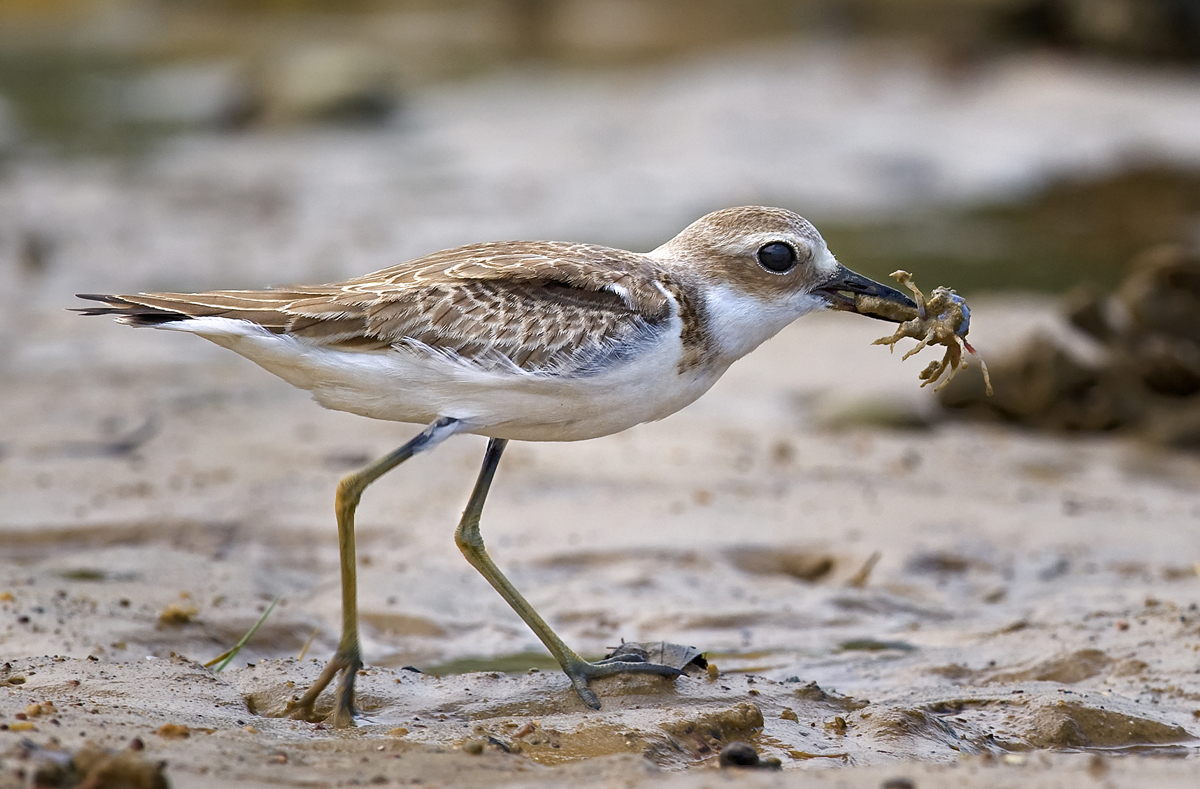
Wüstenregenpfeifer mit erbeuteter Krabbe

Alle Regenpfeifer ernähren sich hauptsächlich von Wirbellosen, daneben werden in sehr geringen Mengen auch Samen und Früchte aufgenommen, wenn diese verfügbar sind.
Regenpfeifer verlassen sich bei der Jagd auf den Sehsinn; sie warten also, bis sich ein Beutetier zeigt. Viele Arten suchen sowohl während des Tages als auch während der Dämmerung und gelegentlich auch nachts nach Nahrung. Zum Beutefang suchen sie große, offene Flächen oder flache Vegetation ab. Während der Nahrungssuche zeigen viele Arten ein charakteristisches Verhalten: Sie rennen kurze Strecken, um dann für einen Moment innezuhalten. Die Pausen dienen dazu, die weitere Umgebung optisch nach potenziellen Beutetieren abzusuchen, die dann mit einem erneuten Sprint erreicht werden. Vor allem Arten der Gattung Charadrius zeigen dieses Verhalten besonders häufig. Regenpfeifer können auch Beute aufschrecken oder hervorlocken, indem sie auf der Stelle stehend schnell mit ihren Beinen auf den Boden trippeln. So werden Kleintiere aufgescheucht. Andere, im Boden lebende Beutetiere kommen an die Oberfläche, da sie das klopfende Geräusch für Regen oder einen grabenden Fressfeind halten. Neben diesen Verhaltensweisen erfolgt die Nahrungssuche jedoch auch, indem die Vögel langsam und mit gesenktem Blick umherlaufen, um Beutetiere zu entdecken oder mittels der Sondierung der obersten Substratschicht mit dem berührungsempfindlichen Schnabel. Eine Ausnahme hinsichtlich der Nahrungssuche ist der Schiefschnabel, der mit seinem namensgebenden, gebogenen Schnabel unter Steinen nach Kleintieren tastet.
Regenpfeifer vermeiden es, in unmittelbarer Nähe der häufig im selben Lebensraum vorkommenden Schnepfenvögel nach Nahrung zu suchen. Diese sondieren mit ihren längeren Schnäbeln tiefere, weiche Untergründe, während die Regenpfeifer in der Regel auf härtere, weniger tiefe Substrate ausweichen. Dies ist ein Beispiel für das Konkurrenzausschlussprinzip.
Die meisten Arten trinken nie oder sehr selten und nehmen das gesamte benötigte Wasser mit ihrer Nahrung auf. Wenn sie trinken, wird der Schnabel mit Wasser gefüllt und der Kopf nach oben geworfen, um das Wasser zu schlucken, da sie nicht dazu in der Lage sind, das Wasser in den Schnabel zu saugen.

## Fortpflanzung

### Paarbildung

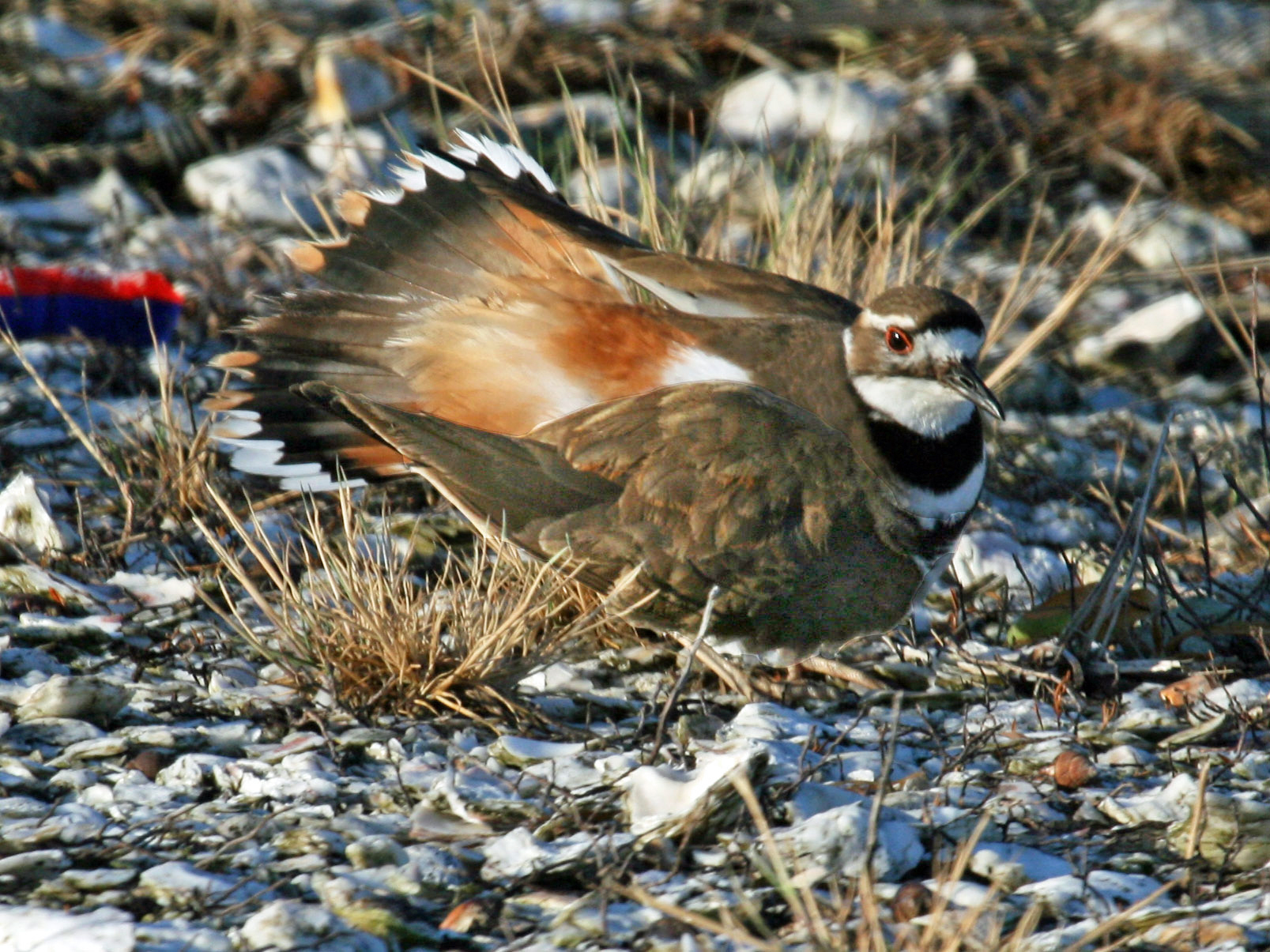
Balzender Keilschwanz-Regenpfeifer

Die meisten Arten der Regenpfeifer brüten erst im zweiten Lebensjahr, nur in Ausnahmefällen brüten auch einjährige Tiere. Zu Beginn der Brutzeit beginnen die Männchen damit, ein Brutrevier zu verteidigen und zu balzen. Die Balz besteht bei den meisten Arten aus ritualisierten Bewegungen, die das Männchen ausführt, während es sich einem Weibchen annähert. Meist beinhaltet die Balz das Präsentieren der auffällig gefärbten Gefiederpartien an Kopf und Brust, während der balzende Vogel vor dem umworbenen Partner auf und ab schreitet und leise, glucksende Laute abgibt. Häufig werden auch die Flügel und das Schwanzgefieder in Richtung des Weibchens abgespreizt. Bei einigen Arten wird die Balz durch teils akrobatische Flüge und Gesang begleitet. Wenige Arten zeigen eine Rollenumkehr der Geschlechter: Die Weibchen balzen und verteidigen Reviere, während die Männchen sich vornehmlich um das Gelege kümmern.

### Nestbau und Neststandort

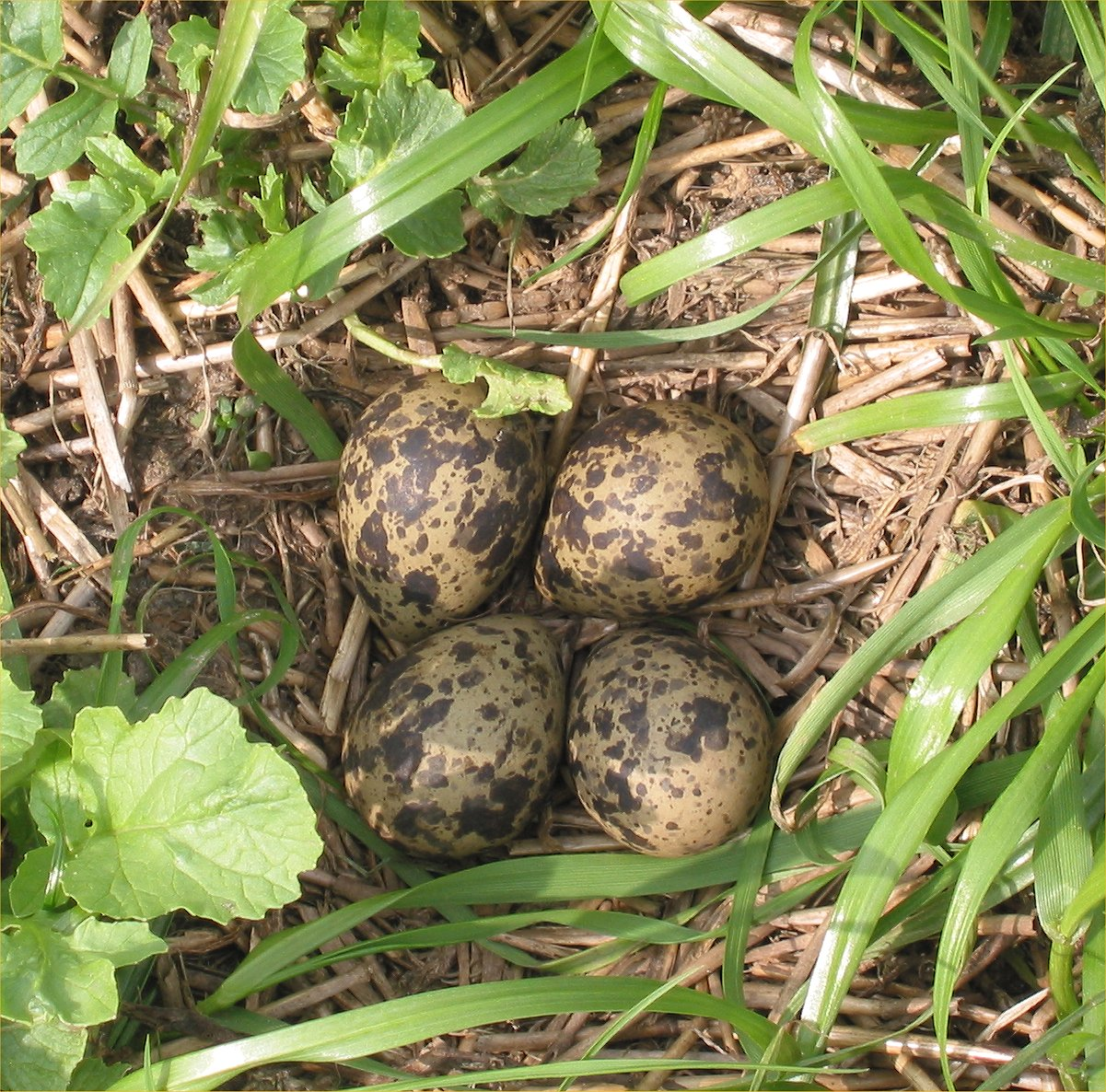
Gelege eines Kiebitzes

Regenpfeifer sind ausnahmslos Bodenbrüter, die ihre Nester meist zwischen oder unter niedriger Vegetation oder zwischen Steinen anlegen. Das Nest der meisten Arten besteht lediglich aus einer Mulde, die höchstens spärlich mit Pflanzenmaterial und Federn ausgepolstert wird, oft aber werden die Eier direkt auf den Boden gelegt. Wenige Arten tragen Material zusammen, um daraus einen flachen Hügel mit einer Nistmulde zu bauen.

### Gelege und Brut
Je nach Verbreitung brüten Regenpfeifer im Sommer oder kurz nach der Regenzeit, wenn das Nahrungsangebot am größten ist. Die meisten Arten ziehen nur eine Brut pro Jahr groß, bei frühzeitigem Verlust der ersten Brut legen die meisten Arten jedoch ein Nachgelege. Viele Arten besetzen schon lange vor Beginn der Brut ihre Brutreviere. Es gibt sowohl dauerhaft monogame als auch polygame (bspw. polyandrische) Arten. Bei polygam lebenden Arten verlässt ein Partner oft kurz nach dem Legen der Eier die Brut und sucht sich einen neuen Partner, um eine weitere Brut zu beginnen.

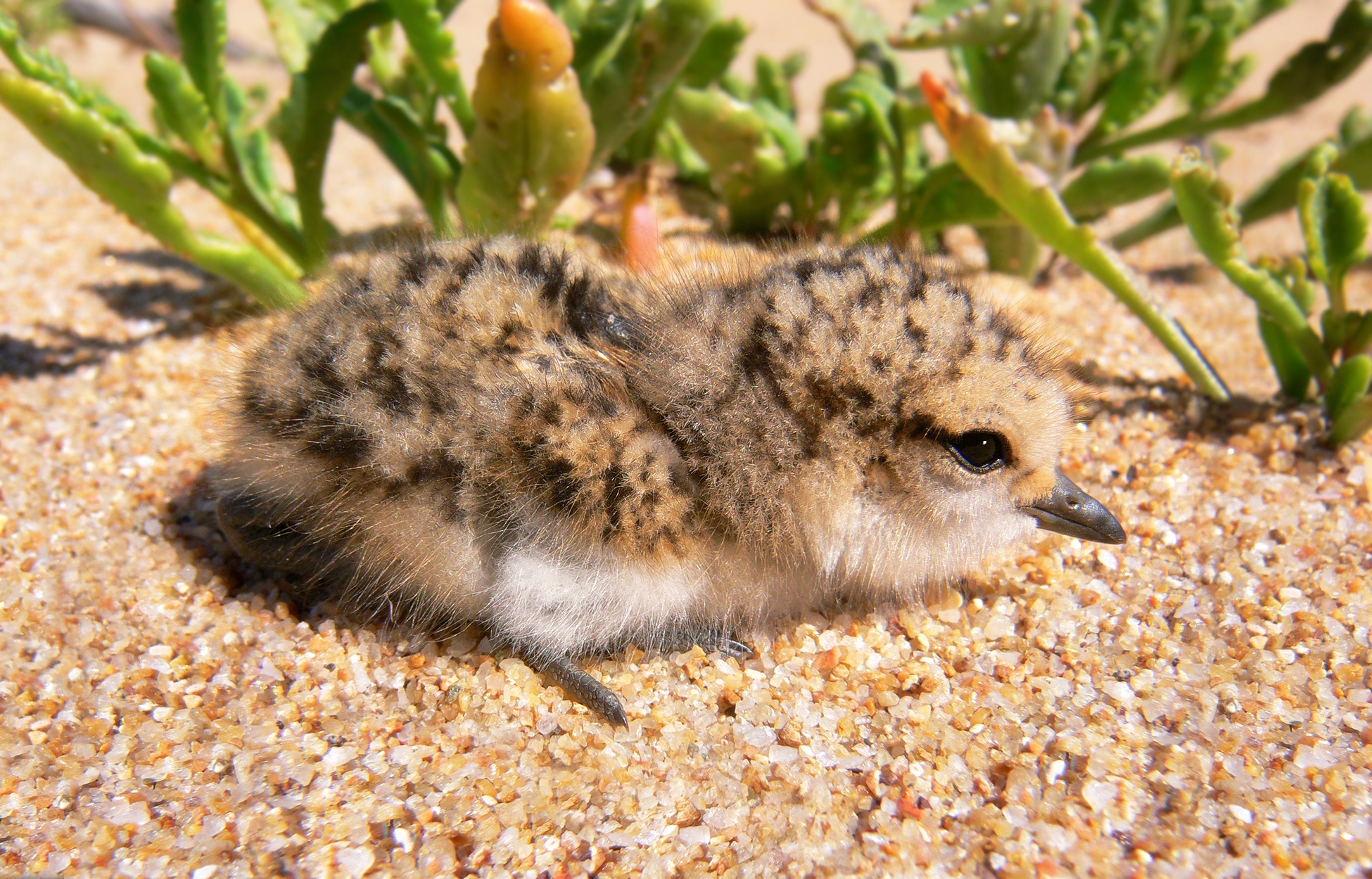
Wenige Stunden altes Küken des Rotkopf-Regenpfeifers

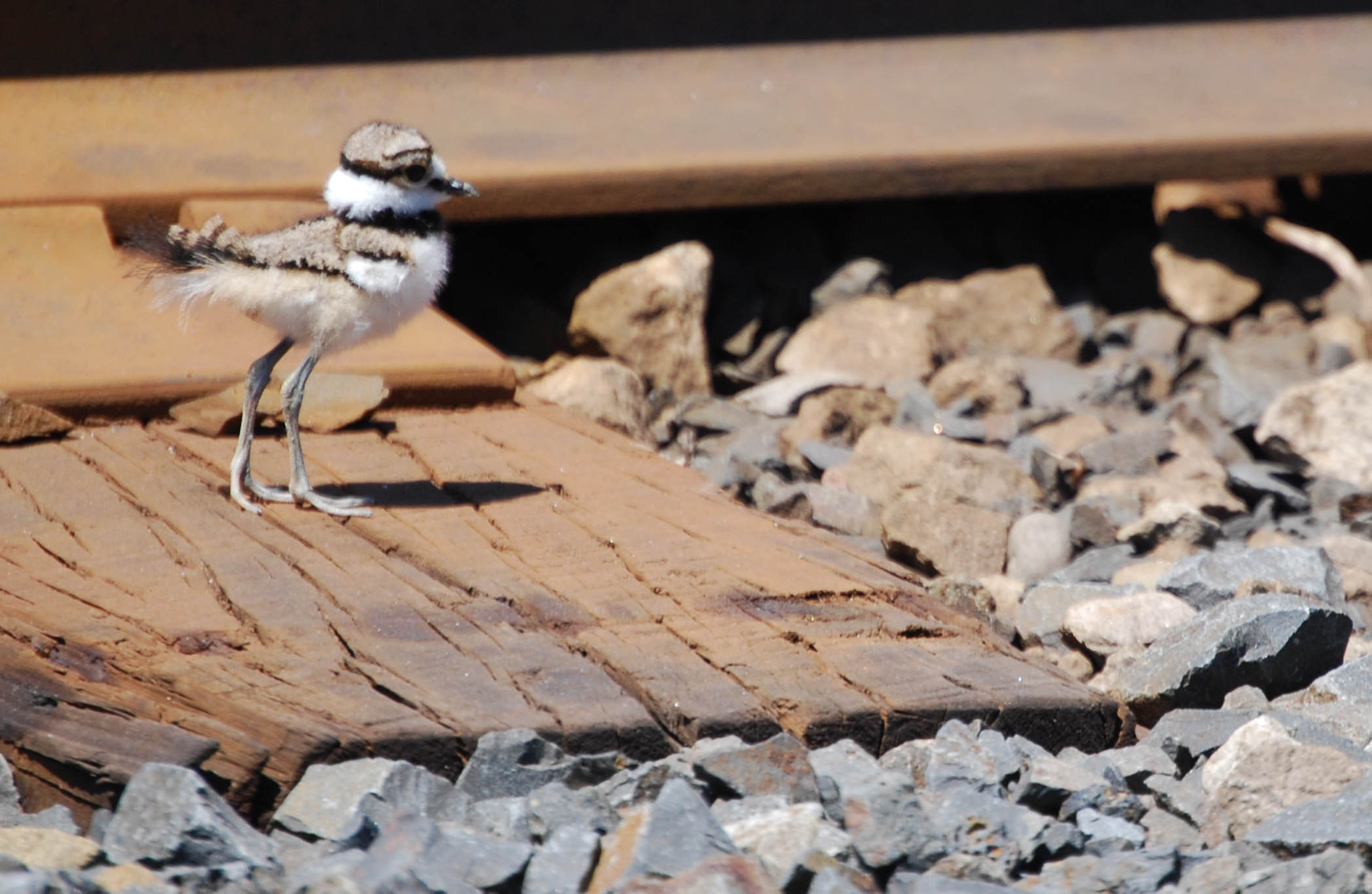
Einen Tag altes Regenpfeiferküken des Keilschwanz-Regenpfeifers

Die zwei bis vier birnenförmigen Eier eines Geleges werden in der Regel im Abstand von ein bis zwei Tagen gelegt. Ein Ei hat bei den meisten Arten eine Masse, die 20 bis 30 Prozent der Körpermasse des Weibchens entspricht. Die Eier von Regenpfeifern haben eine helle Grundfärbung, die meist cremig weiß, beige oder grünlich ist, und tragen verschieden große, dunkle Sprenkelungen. Außer bei ausgeprägt polygamen Arten übernehmen bei den meisten Arten beide Elterntiere zu gleichen Teilen das Wärmen der Eier. Arten, die in warmen Klimazonen brüten, sorgen für eine ausreichende Kühlung des Geleges, indem sie ihre Bauch- und Brustfedern mit Wasser vollsaugen lassen und sich anschließend auf das Gelege setzen. Durch die Verdunstung des Wassers werden die Eier in der Folge gekühlt.
Die Jungvögel schlüpfen zeitlich um maximal zwei Tage versetzt nach einer Brutdauer von 21 bis 30 Tagen, bei den kleineren Arten der Familie liegt die Brutdauer meist im unteren Bereich dieses Spektrums. Unmittelbar nach dem Schlupf tragen die Elterntiere die Eierschalen aus dem Nest und legen sie in einiger Entfernung ab, einige Arten verstecken sie sogar. Dieses Verhalten verhindert, dass die weiß leuchtenden Innenseiten der Schalen Nesträuber anlocken. Die Küken sind ausgeprägte Nestflüchter und sind in der Lage, sofort nach dem Schlupf unabhängig von ihren Eltern nach Nahrung außerhalb des Nests zu suchen. Nach kurzer Zeit kehren sie jedoch zum Nest zurück oder werden von den Elterntieren zurückgeholt, um gewärmt zu werden. Die Küken haben zum Zeitpunkt des Schlüpfens bereits sehr kräftige Beine und Füße und einen großen Kopf und tragen ein dichtes Daunenkleid, das meist beige bis braun gefärbt ist. Bei vielen Arten trägt dieses Daunenkleid ein Tarnmuster aus dunklen Punkten und Streifen. Sobald alle Küken geschlüpft sind, verlassen die Elterntiere mit ihnen das Nest und laufen in Richtung der nächstgelegenen Wasserstelle, wobei sie sich, soweit möglich, als Schutz vor Räubern durch dichte Vegetation bewegen. Während der ersten zwei bis drei Wochen wärmen die Elterntiere die Küken regelmäßig, da diese während dieser Zeit noch nicht eigenständig ihre Körpertemperatur halten können.
Nach drei bis vier Wochen werden die Jungvögel flügge, bis zu diesem Zeitpunkt überleben durchschnittlich 25 bis 30 Prozent der Jungvögel.

## Systematik

### Stammesgeschichte
Die modernen Regenpfeifer entstanden wahrscheinlich vor etwa 40 Millionen Jahren im späten Eozän. Die ersten sicher den Regenpfeifern zuzuordnenden Fossilien stammen aus dem 30 Millionen Jahre alten Oligozän Colorados und aus Belgien. Aufgrund der Ähnlichkeit der Regenpfeifer zu einer Vielzahl von Vogelfamilien entstand die Theorie, dass nach dem Massenaussterben an der Kreide-Tertiär-Grenze vor 65 Millionen Jahren einige regenpfeiferähnliche Taxa überlebt haben könnten, aus denen sich in der Folge durch adaptive Radiation die rezenten Neornithes gebildet haben. Molekulargenetische Studien halten jedoch einen älteren Ursprung der modernen Vögel für wahrscheinlicher.

### Externe Systematik
Regenpfeifer stellen zusammen mit den Schnepfenvögeln einen Großteil der Regenpfeiferartigen. Die starke ökologische und morphologische Ähnlichkeit zu den Schnepfenvögeln begründete früher die Annahme, dass diese beiden Familien eng miteinander verwandt sind. Im 19. und 20. Jahrhundert ging man davon aus, dass die beiden Gruppen Schwestertaxa innerhalb der Ordnung der Charadriiformes bilden. Heute werden beide Familien allerdings unterschiedlichen Unterordnungen der Regenpfeiferartigen zugeordnet, die Regenpfeifer zu den Charadrii und die Schnepfenvögel zu den Scolopaci. Innerhalb der Charadrii sind die Regenpfeifer am nächsten mit den Säbelschnäbler (Recurvirostridae), den Austernfischern (Haematopodidae) und dem Ibisschnabel (Ibidorhynchidae) verwandt. Der Magellanregenpfeifer wurde lange Zeit zu den Charadriidae gestellt, sowohl morphologische als auch verhaltensbiologische sowie genetische Untersuchungen kamen jedoch zu dem Schluss, dass er in eine eigene Familie zu stellen ist, die nicht näher mit den Regenpfeifern verwandt ist.

### Interne Systematik
Die Regenpfeifer wurden traditionell in zwei Unterfamilien eingeteilt, die vornehmlich in Afrika vorkommenden Kiebitze (Vanellinae) und die Eigentlichen Regenpfeifer (Charadriinae). Eine Ende 2022 veröffentlichte Untersuchung zeigte jedoch, dass beide Unterfamilien nicht monophyletisch sind. Innerhalb der Regenpfeifer können danach 5 Kladen unterschieden werden. Ganz an der Basis stehen die Kiebitzregenpfeifer (Pluvialis, zu denen auch die Goldregenpfeifer gehören), die in eine eigene Unterfamilie (Pluvialinae) gestellt werden, dann folgt der Orangekehlregenpfeifer (Oreopholus ruficollis). Die drei übrigen Kladen sind die Kiebitze, sowie zwei weitere Kladen, die sich jeweils um Teile der nicht monophyletischen Gattung Charadrius gruppieren.
Die Gattungen der Regenpfeifer:
- Charadrius (11 Arten)
- Anarhynchus
  - Schiefschnabel (Anarhynchus frontalis) und 23 weitere, vormals zu Charadrius gehörende Arten
- Erythrogonys
  - Schwarzbrust-Regenpfeifer (Erythrogonys cinctus)
- Eudromias
  - Mornellregenpfeifer (Eudromias morinellus)
- Hoploxypterus
  - Cayennekiebitz (Hoploxypterus cayanus)
- Oreopholus
  - Orangekehlregenpfeifer (Oreopholus ruficollis)
- Peltohyas
  - Gürtelregenpfeifer (Peltohyas australis)
- Phegornis
  - Diademregenpfeifer (Phegornis mitchelii)
- Kiebitzregenpfeifer (Pluvialis) (4 Arten)
- Kiebitze (Vanellus) (24 Arten)
- Zonibyx
  - Rotbrust-Regenpfeifer (Zonibyx modestus)

## Regenpfeifer und Mensch

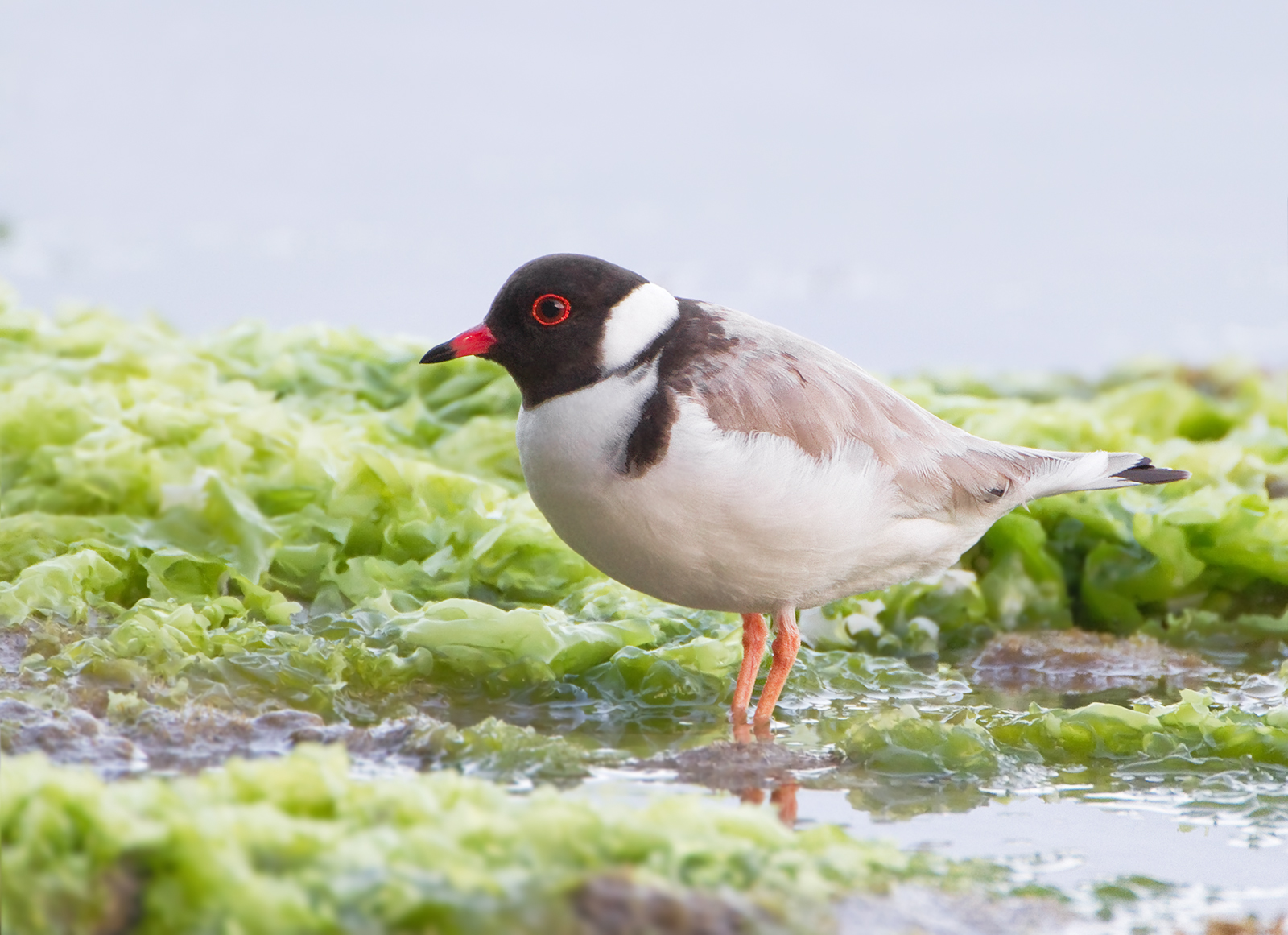
Der australische Kappenregenpfeifer wird durch zunehmenden Verlust seines Lebensraums bedroht.

Regenpfeifer wurden und werden wegen ihres Fleisches gejagt und ihre Eier gesammelt. Einige Arten sind in ihrem Verbreitungsgebiet sehr bekannt und teils durch die traditionelle Nutzung als Nahrungsmittel, teils wegen ihres von vielen Menschen als niedlich angesehenen Aussehens Teil der örtlichen Kultur geworden. Das Eiersammeln und die Jagd auf Regenpfeifer sind oft traditionelle Ereignisse. Einige Arten der Gattung Vanellus werden als Haustiere gehalten und eingesetzt, um Grundstücke zu bewachen. Durch ihre große Aufmerksamkeit erkennen sie Eindringlinge bereits sehr früh und melden diese lautstark.
Einige Arten sind Kulturfolger, die erst durch menschliche Aktivitäten bestimmte Bereiche besiedeln können. Vor allem in Asien und Afrika, wo große Flächen entlang der Küsten gerodet werden, entstehen Grasland, Weideflächen und wenig intensiv genutzte Äcker, die von Regenpfeifern genutzt werden.
Viele Arten sind durch zunehmenden Verlust ihres Lebensraumes bedroht. Entwässerung, stärkere Beweidung und Intensivierung der Landwirtschaft zerstören die Brut-, Rast- und Überwinterungsgebiete vieler Arten weltweit. Daneben stellen das übermäßige Sammeln von Eiern und die Jagd eine Bedrohung für einige Arten dar. Besonders bedroht sind Arten mit einem kleinen Verbreitungsgebiet und Endemiten auf Inseln. Eingeführte Ratten und Hauskatzen zerstören Gelege und fressen Küken und Brutvögel.

## Belege